# Elecciones generales de San Martín de 1975
Elecciones generales tuvieron lugar en Sint Maarten el 9 de mayo de 1975. El resultado fue una victoria para el Partido Democrático, el cual obtuvo todos los cinco escaños en el Consejo de la Isla.

## Resultados
| Partido                                       | Votos | %   | Escaños | +/–   |
| --------------------------------------------- | ----- | --- | ------- | ----- |
| Partido Democrático                           | 2 081 |     | 5       | +1    |
| Federación Unida de las Antillas              | 378   |     | 0       | Nuevo |
| Movimiento Popular de las Islas de Barlovento | 362   |     | 0       | 0     |
| Movimiento Laborista de las Antillas          | 168   |     | 0       | Nuevo |
| IPPP                                          | 98    |     | 0       | Nuevo |
| Votos en blanco/nulos                         |       | –   | –       | –     |
| Total                                         | 3 087 | 100 | 5       | –     |
| Electores registrados/participación           |       |     | –       | –     |
| Fuente: Lynch & Lynch                         |       |     |         |       |